# Rue de la Tourelle
La rue de la Tourelle est une voie de communication située à Boulogne-Billancourt.

## Situation et accès
Cette rue est desservie par la ligne 9 à la station de métro Marcel Sembat.
Longue de 770 mètres, elle commence boulevard d'Auteuil, au nord, et se termine avenue de la Porte-de-Saint-Cloud, au sud.

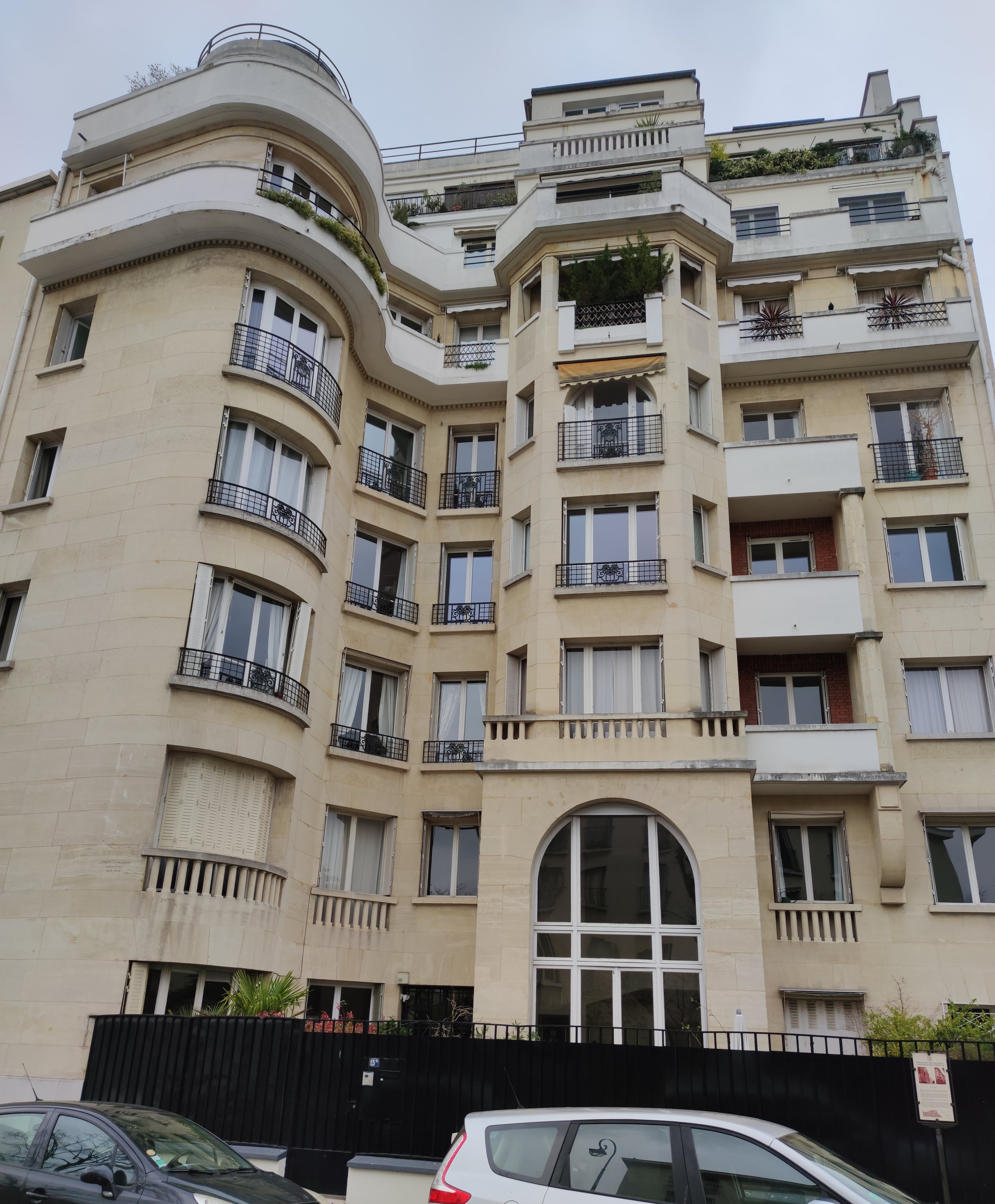
No 15.

Du nord au sud, elle est rejointe ou croisée par les voies suivantes :
- rue du Château,
- rue Joseph-Bernard,
- impasse Moreau,
- rue Marcel-Loyau,
- rue du Pavillon,
- rue du Belvédère,
- rue des Princes,
- rue du Parc,
- rue de Paris.

La rue de la Tourelle est l’une des rues principales du Parcours des années 30, promenade architecturale mise en place par la municipalité de Boulogne-Billancourt

## Origine du nom

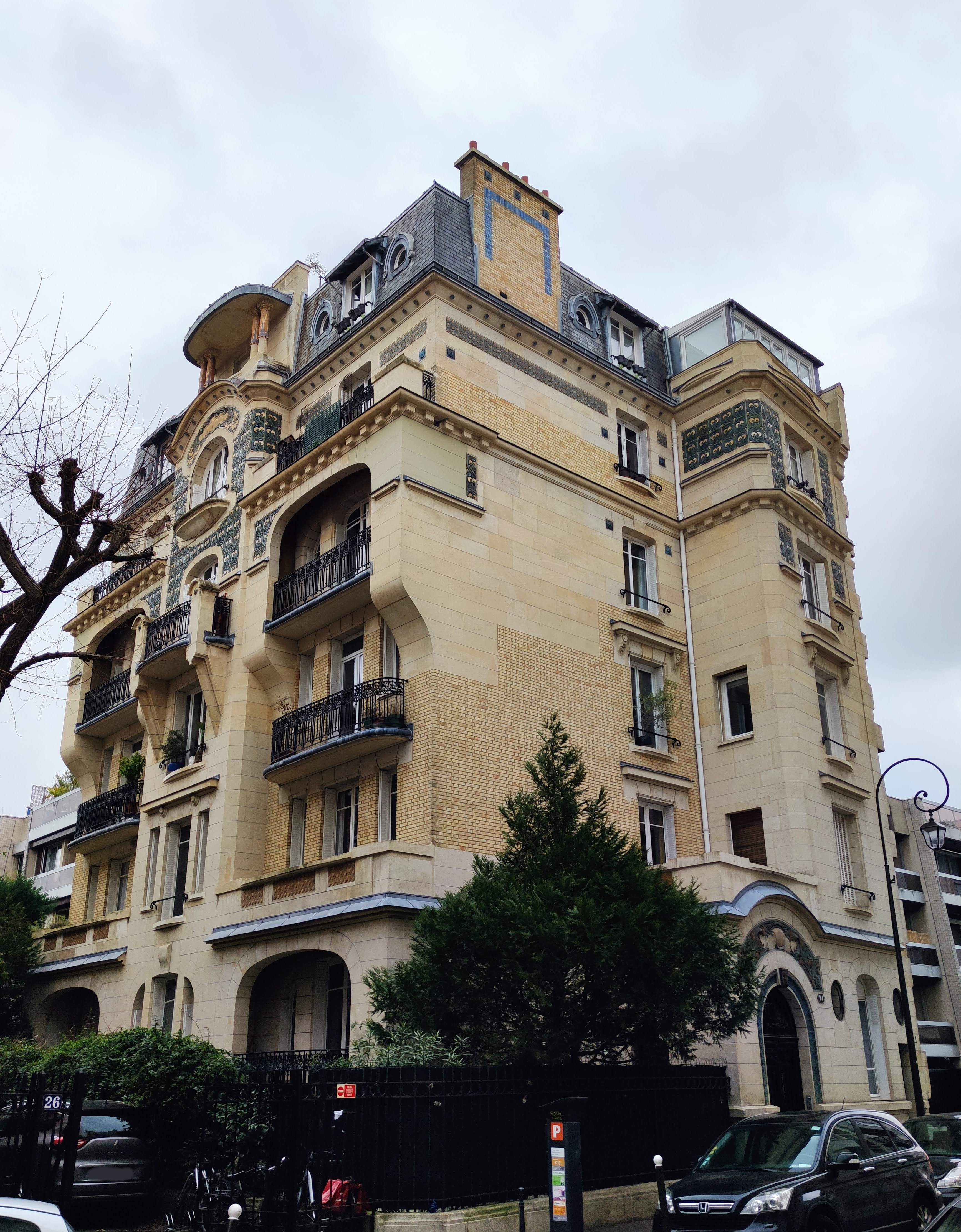
No 24.

La rue doit son nom à la particularité d’une habitation construite dans le voisinage. À l’origine, elle était simplement désignée par la lettre F.

## Historique
Le 13 juin 1862, le préfet Haussmann ordonne le classement des sept voies du Parc des Princes (dont la rue fait partie), alors propriété de la Ville de Paris, et demande au maire de leur donner un nom. Le transfert officiel des rues par la Ville de Paris à la Ville de Boulogne a lieu le 8 novembre 1867.

## Bâtiments remarquables et lieux de mémoire

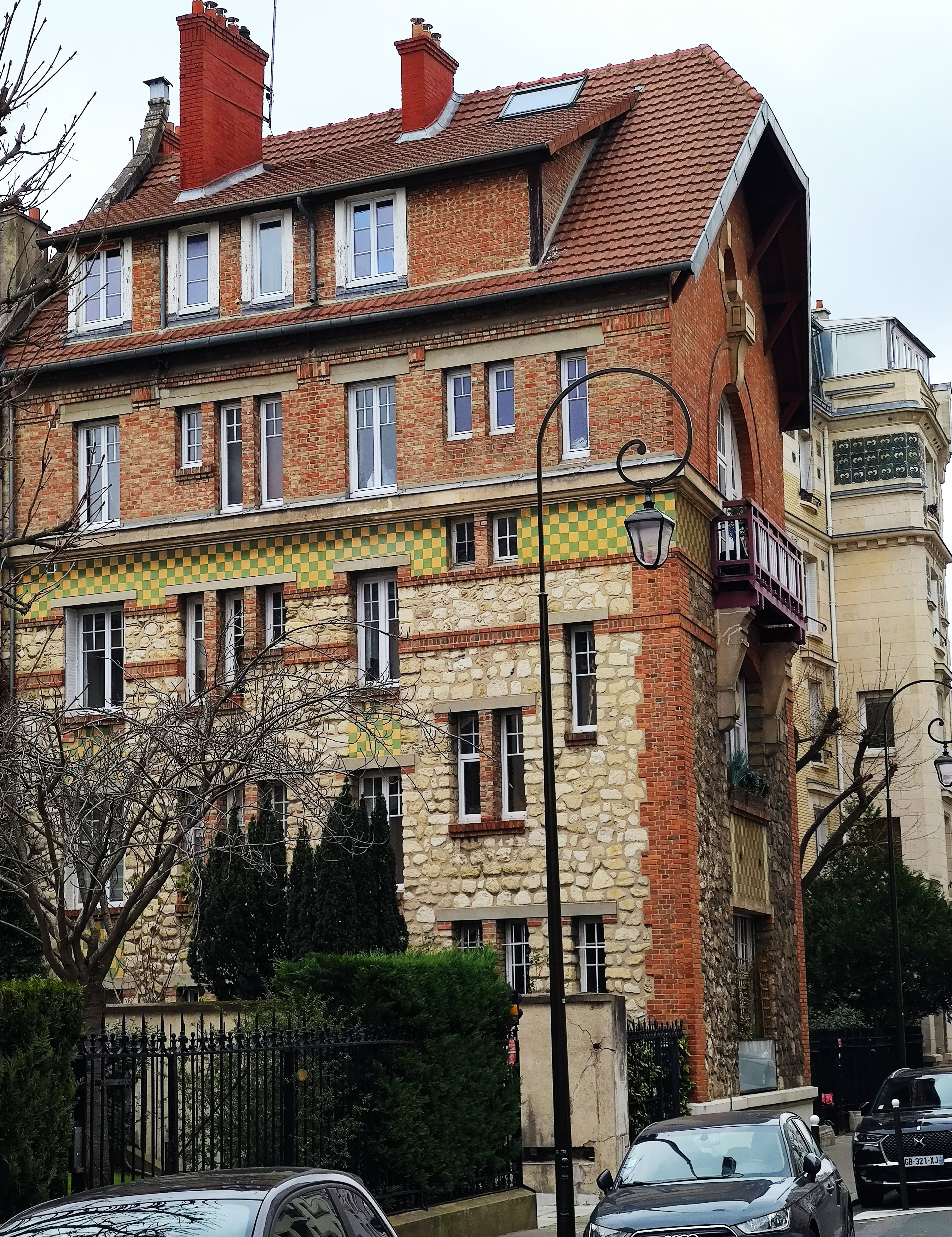
No 28.

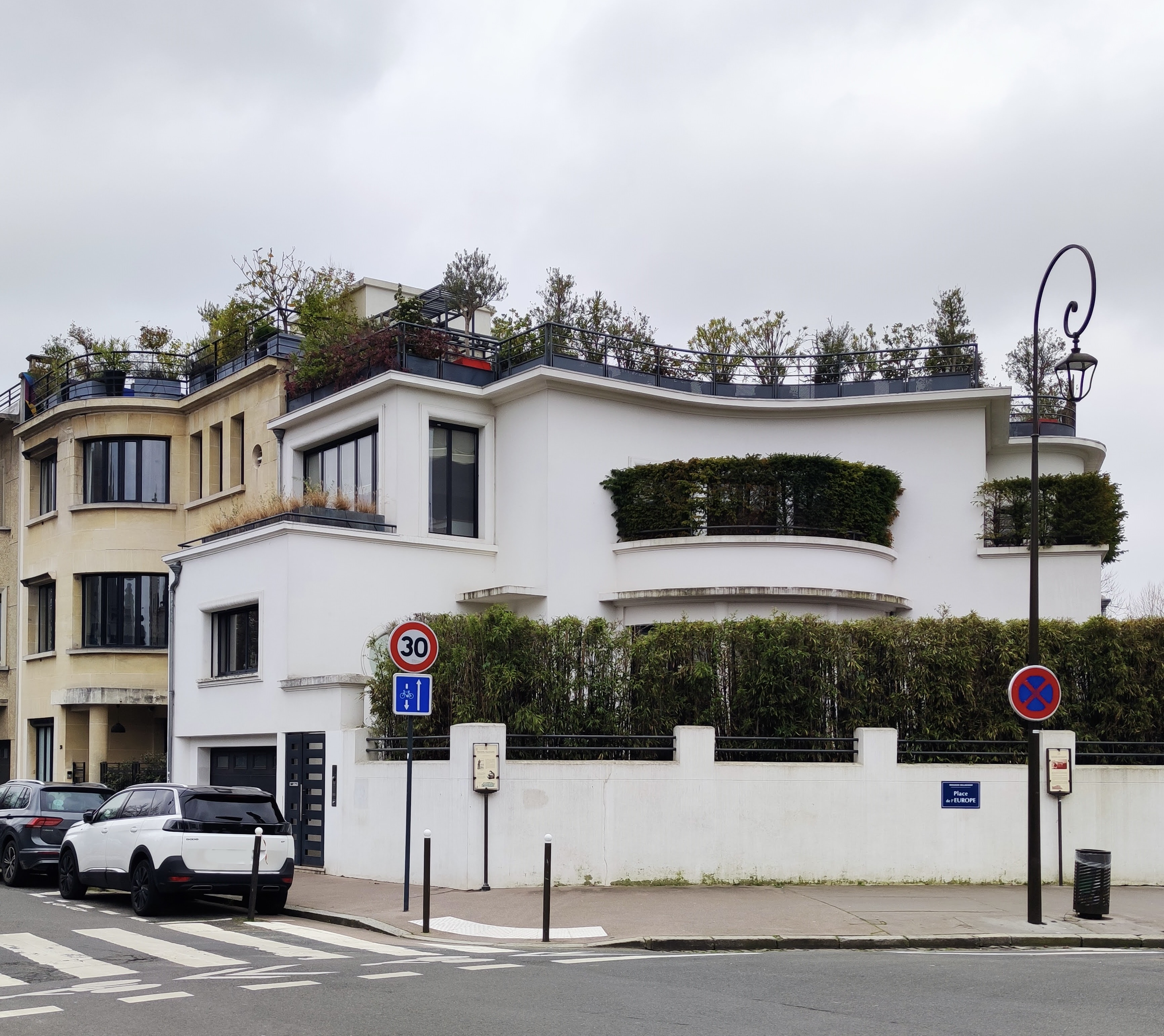
No 34.

- No 15 : immeuble construit en 1930 par les architectes Jean Fidler et Alexandre Poliakoff[2].
- No 23 : immeuble construit en 1931 par l’architecte Le Corbusier, dont la façade principale donne sur une voie parisienne, la rue Nungesser-et-Coli. Jusqu’à son décès, en 1965, Le Corbusier s’y réserve les 7e et 8e étages où il installe son appartement-atelier[3].
- No 24 : immeuble de style Art nouveau à la riche décoration.
- No 26 : maison du peintre Jules Girardet.
- No 28 : immeuble remarquable. Le peintre d’origine russe Philippe Hosiasson (1898-1978) vit à cette adresse en 1927[4].
- No 34 : hôtel particulier en béton armé construit en 1937 par les architectes Marcel-Victor Guilgot et Marcel Dalmas pour l’acteur Albert Préjean (1894-1979)[5].
- No 52 : immeuble réalisé en 1921 par l’architecte Urbain Cassan[6].
- No 54 : immeuble édifié par Henri Pottier en 1954 ; le 3e étage a été la résidence parisienne, jusqu'à sa mort, de l'officier Didier Faure-Beaulieu.
- Nos 60-62 : immeuble collectif construit en 1931 par l’architecte Constant Lefranc.